# Xavier Montrouzier
Jean Xavier Hyacinthe Montrouzier (Montpellier, 3 dicembre 1820 – Saint-Louis, 6 maggio 1897) è stato un botanico, entomologo, zoologo, prete e esploratore francese.
Abbé Montrouzier studiò la flora e la fauna della Melanesia in particolare la Nuova Caledonia.

## Opere
- Montrouzier, P. 1855. Essai sur la faune de l'île de Woodlark ou Mouiou. Annales de la Société d'Agriculture de Lyon 2 7: 1–114

## Onori
Plants named for him include
- Genere Montrouziera (Clusiaceae)
- (Euphorbiaceae) Phyllanthus montrouzieri Guillaumin & Guillaumin
- (Lecythidaceae) Barringtonia montrouzieri Vieill.
- (Meliaceae) Aglaia montrouzieri Pierre ex Pellegr.

Animali chiamati in suo onore
- Papilio montrouzieri, Montrouzier's Ulysses, a swallowtail butterfly.

- Laracy, HM. 1973. Xavier Montrouzier: a missionary in Melanesia. In Davidson, J.W. and D. Scarr (eds), Pacific Islands Portraits. Canberra, Australian National University Press, 127-145
- Patrick O’Reilly Un missionnaire naturaliste : Xavier Montrouzier (1820–1897) Patrick O'Reilly Besançon: Imprimerie catholique de l'est, 1931] [23 pagi Extract su Revue d'Historie des Missions, marzo 1931]